# Ještědka
Ještědka je pravostranný přítok řeky Mohelky v okrese Liberec v Libereckém kraji. Délka toku činí 13,3 km. Plocha povodí měří 43,6 km².

## Průběh toku
Potok pramení na jihozápadních svazích Ještědského hřbetu pod Černým vrchem (949 m n. m.), nedaleko obce Světlá pod Ještědem, v nadmořské výšce okolo 600 m. Po celé své délce teče převážně jižním směrem. Nejprve protéká Světlou pod Ještědem a vesnicí Rozstání, pod níž proudí dále na jih údolím západně od Mazovy horky (569 m n. m.) k osadě Kozlenec. Níže po proudu, mezi Sobákovem a Modlibohovem, se Ještědka stáčí na jihovýchod, protéká Modlibohovem a proudí dále jihovýchodním směrem ke Starému Dubu. Odtud teče na jih do Českého Dubu, kde přijímá zleva potok Rašovku. Jen o něco níže po proudu přibírá zprava Smržovský potok. Od ústí Smržovského potoka směřuje říčka na jih k Loukovičkám, Bohumilči a Libíči. V tomto úseku místy meandruje. Do Mohelky se vlévá na 12,4 říčním kilometru, jižně od Libíče, v nadmořské výšce 265 m.

### Větší přítoky
- Rašovka, zleva, ř. km 5,1
- Smržovský potok, zprava, ř. km 4,5

## Vodní režim
Průměrný průtok Ještědky u ústí činí 0,50 m³/s.